# Josef Boháč (skladatel)
Josef Boháč (26. března 1929 Vídeň – 31. října 2006 Praha) byl český hudební skladatel.

## Život
V roce 1956 vystudoval kompozici na Hudební fakultě Janáčkovy akademie múzických umění v Brně u profesora Viléma Petrželky. Po absolvování JAMU se nejprve věnoval dětským a mládežnickým souborům. Byl dramaturgem souboru Radost Brno a dirigentem Vojenského uměleckého souboru Praha. V roce 1958 založil a vedl Ústřední pionýrský soubor Praha.
V roce 1968 se stal ředitelem nakladatelství Panton a od roku 1970 byl šéfredaktorem hudebního vysílání Československé televize. Zasloužil se o zvýšení podílu vážné hudby na dramaturgii vysílání. Např. uvedl oblíbený pořad "Hudba z respiria". Založil a řídil Komorní operu Praha (1984–1990) a stál u vzniku Mezinárodního hudebního festivalu v Českém Krumlově.
Vedle rozsáhlé tvorby symfonické a komorní se Josef Boháč zasloužil o rozvoj současné opery. Opera Goya, či jednoaktovka Námluvy, se staly součástí repertoáru mnoha českých scén. K tomu ho inspirovalo i manželství s vynikající českou sopranistkou Martou Boháčovou. Televizní opera Oči byla oceněna Národní cenou (1975), za operu Goya získal titul zasloužilý umělec (1979) a za oratorium Osud člověka Státní cenu (1983).

## Dílo (výběr)

### Opery
- Námluvy. (Podle Antona Pavloviče Čechova, 1965)
- Oči. (Televizní opera, 1973)
- Goya. (Podle románu Liona Feuchtwangera, 1976)
- Zlatá svatba. (1981)
- Rumcajs. (Opera pro děti, 1985)
- Zvířátka a Petrovští. (Malá opera pro malé diváky, 1980)
- Utajené slzy. (Na námět Antona Pavloviče Čechova, 1994)
- Červená Karkulka. (Opera pro děti, 2000)
- Zimní pohádka. Opera s použitím vánočních koled, 2002)

### Orchestrální skladby
- Symfonická předehra (1964)
- Fragment pro symfonický orchestr (1969, viz Externí odkazy)
- Suita drammatica pro smyčcový orchestr a tympány (1970)
- Modrá a bílá. Suita pro symfonický orchestr (1973)
- Ouvertura bravura (1979)
- Koncert pro orchestr (1983)
- Dvě symfonické poémy (1. Bielá paní, 2. Strečno) (1986)
- Suita capricciosa pro smyčcový orchestr (1986)
- Hudba v opeře pro komorní orchestr (1988)
- Symfonie A („věnována městu Praze“ – 1990)
- Symfonie E („věnována mému rodnému městu Vídni“ – 2. věta na báseň Josefa Weinhebera „Hymnus auf Wien“ – 1991)
- Malá symfonie pro smyčcový orchestr (1992)
- Capriccio sinfonico (1992)
- Partita concertante per orchestra da camera (1997)
- Particular suite pro symfonický orchestr (2000)
- Symfonická dramata. Symfonický triptych (Hamlet, Don Quijote, Cyrano) (2004)

### Koncertantní díla
- Elegie pro violoncello a komorní orchestr (1969)
- Koncert pro klavír a orchestr (1974)
- Podzimní nokturno. Přednesová skladba pro pozoun a orchestr (1974)
- Komorní koncert pro housle a komorní orchestr (1978)
- Concertino pastorale pro 2 lesní rohy a orchestr (1978)
- Dramatické varianty pro violu a orchestr (1983)
- Affresco pro housle a symfonický orchestr (2000)

### Komorní díla
- Suita pro smyčcové kvarteto (1953)
- Sonáta pro violoncello a klavír (1954)
- Smyčcové trio pro housle, violu a violoncello (1965)
- Sonetti per Sonatori pro flétnu, basklarinet, cembalo, klavír a bicí (1969)
- Preludium, nokturno a toccata pro klavír (1982)
- Sonata giovane pro klavír (1983)
- Malá suita pro hoboj a klavír (1984)
- Cantabile dolce pro basklarinet sólo (1986)
- Dechový kvintet (1993)
- Smyčcový kvartet (2001)

### Vokální díla
- Prstýnky, pro ženský sbor a klavír (1961)
- Mladá láska. Tři smíšené sbory na básně Josefa Kainara (1960)
- Vdovy. Mužský sbor s mezzosopránovým sólem na staroindický text (1967)
- Zní loutna má. Monodrama pro tenor, soprán a noneto nebo klavír, slova Francesco Petrarca (1971)
- Chorál mé země. Kantáta pro smíšený sbor a orchestr (1976)
- Osud člověka. Oratorium na námět novely Michaila Šolochova (1979)
- Óda na Prahu. Smíšený sbor na báseň Jána Poničana (1979)
- Sonata lirica, pro soprán, smyčce a vibrafon (1982)
- Vokální poéma „O zemi, člověku a lásce“ na literární předlohu Heleny Marie Tarkó pro mezzosoprán, baryton, smíšený sbor a symfonický orchestr (2005)

Celá řada písní, písňových cyklů a sborů. Psal rovněž scénickou hudbu pro pražská divadla včetně Národního divadla a hudbu k televizním inscenacím (např. seriál pro děti Tajemství proutěného košíku).